# 다은
다은(본명: 황다은, 1999년 1월 28일 ~ )은 대한민국의 가수이다.

## 경력
- 그룹 '헤이걸스' 멤버

## 데뷔
- 2017년 노래 "헤이걸스 - 너 아니면 NO"